# Gran Premi de Novel·la APE/IPLB
El Gran Premi de Novel·la APE/IPLB és un premi literari portuguès instituït el 1982 per l'Associação Portuguesa de Escritores, el Departament general del llibre i de les biblioteques, atorgat anualment a una obra en portuguès d'un autor portuguès i estrenat l'any anterior al de la seva entrega. És considerat el premi literari més important del país. Des del 2011 va acompanyat d'un premi en metàl·lic de 15000 €.

## Escriptors i obres premiades[3]
| Any  | Autor                     | Obra                                         | Editorial                       |
| ---- | ------------------------- | -------------------------------------------- | ------------------------------- |
| 1982 | José Cardoso Pires        | Balada da Praia dos Cães                     | O Jornal                        |
| 1983 | Agustina Bessa Luís       | Os Meninos de Ouro                           | Guimarães Editores              |
| 1984 | Mário Cláudio             | Amadeo                                       | Imprensa Nacional-Casa da Moeda |
| 1985 | António Lobo Antunes      | Auto dos danados                             | Publicações D. Quixote          |
| 1986 | David Mourão Ferreira     | Um Amor Feliz                                | Presença                        |
| 1987 | Vergílio Ferreira         | Até ao fim                                   | Bertrand Editora                |
| 1988 | João de Melo              | Gente Feliz com Lágrimas                     | Publicações Dom Quixote         |
| 1989 | Paulo Castilho            | Fora de Horas                                | Contexto                        |
| 1990 | Maria Gabriela Llansol    | Um Beijo Dado Mais Tarde                     | Rolim                           |
| 1991 | José Saramago             | O Evangelho segundo Jesus Cristo             | Editorial Caminho               |
| 1992 | Helena Marques            | O último cais                                | Publicações Dom Quixote         |
| 1993 | Vergílio Ferreira         | Na tua face                                  | Bertrand Editora                |
| 1994 | Mário de Carvalho         | Um deus passeando pela brisa da tarde        | Editorial Caminho               |
| 1995 | Teolinda Gersão           | A Casa da Cabeça de Cavalo                   | Publicações Dom Quixote         |
| 1996 | Augusto Abelaira          | Outrora agora                                | Editorial Presença              |
| 1997 | Rui Nunes                 | Grito                                        | Relógio D'Água                  |
| 1998 | Fernanda Botelho          | As contadoras de histórias                   | Editorial Presença              |
| 1999 | António Lobo Antunes      | Exortação aos crocodilos                     | Publicações Dom Quixote         |
| 2000 | Maria Velho da Costa      | Irene ou o contrato social                   | Publicações Dom Quixote         |
| 2001 | Agustina Bessa Luís       | O Princípio da Incerteza I - Jóia de Família | Guimarães Editores              |
| 2002 | Lídia Jorge               | O Vento assobiando nas Gruas                 | Publicações Dom Quixote         |
| 2003 | Mafalda Ivo Cruz          | Vermelho                                     | Publicações Dom Quixote         |
| 2004 | Vasco Graça Moura         | Por detrás da magnólia                       | Quetzal                         |
| 2005 | Francisco José Viegas     | Longe de Manaus                              | Edições Asa                     |
| 2006 | Maria Gabriela Llansol    | Amigo e amiga: curso de silêncio de 2004     | Assírio & Alvim                 |
| 2007 | Filomena Marona Beja      | A cova do lagarto                            | Sudoeste Editora                |
| 2008 | Julieta Monginho          | A terceira mãe                               | Campo das Letras                |
| 2009 | Rui Cardoso Martins       | Deixem passar o homem invisível              | Publicações Dom Quixote         |
| 2010 | Gonçalo M. Tavares        | Uma Viagem à Índia                           | Editorial Caminho               |
| 2011 | Ana Teresa Pereira        | O Lago                                       | Relógio D'Água Editores         |
| 2012 | Alexandra Lucas Coelho    | E a Noite Roda                               | Tinta da China                  |
| 2013 | Ana Margarida de Carvalho | Que Importa a Fúria do Mar                   | Teorema                         |
| 2014 | Mário Cláudio             | Retrato de Rapaz                             | Dom Quixote                     |
| 2015 | Paulo Varela Gomes        | Era Uma Vez em Goa                           | Tinta da China                  |
| 2016 | Ana Margarida de Carvalho | Não se pode morar nos olhos de um gato       | Teorema                         |
| 2017 | H. G. Cancela             | As Pessoas do Drama                          | Relógio d’Água                  |
| 2018 | Hélia Correia             | Um Bailarino na Batalha                      | Relógio d’Água                  |
| 2019 | Mário Cláudio             | Tríptico da Salvação                         | Dom Quixote                     |